# Basell Polyolefins
Basell Polyolefins Company var ett nederländskt multinationellt företag inom den kemiska industrin. Det hade fler än 20 produktionsorter i Asien, Europa, Nordamerika och Sydamerika. Basell var världens största producent av polypropen och världens fjärde största producent av polyeten. Företaget är en av förgrundarna till Lyondell Basell.

## Historik
Företaget grundades 2000 som ett samriskföretag när det tyska kemikoncernen BASF och brittisk-nederländska petroleumbolaget Royal Dutch Shell genomförde en fusion mellan företagen Elenac (samriskföretag som ägdes av BASF och Shell); Montell (Shells dotterbolag) samt Targor (BASF:s dotterbolag). År 2005 köptes samriskföretaget av ett konsortium, som leddes av Access Industries, för 5,7 miljarder amerikanska dollar. Två år senare försökte Basell köpa amerikanska Huntsman Corporation för 5,6 miljarder dollar men affären gick i stöpet när riskkapitalbolaget Apollo Global Management erbjöd ett högre bud. Basell riktade istället blickarna mot ett annat amerikanskt företag i Lyondell Chemical Company och köpte det för 12,1 miljarder dollar. Det nya företaget blev Lyondell Basell Industries.